# Campeonato Sub-18 de la AFF 2018
El Campeonato Sub-19 de la AFF 2018 se llevó a cabo en Indonesia del 1 al 4 de julio y contó con la participación de 11 selecciones juveniles de la ASEAN. Malasia venció en la final a Birmania para conseguir su primer título del torneo.

## Fase de grupos

### Grupo A
| Equipo    | PJ | PG | PE | PP | GF | GC | Dif. | PTS |
| --------- | -- | -- | -- | -- | -- | -- | ---- | --- |
| Tailandia | 5  | 4  | 1  | 0  | 16 | 1  | +15  | 13  |
| Indonesia | 5  | 4  | 0  | 1  | 11 | 3  | +8   | 12  |
| Vietnam   | 5  | 2  | 2  | 1  | 11 | 4  | +7   | 8   |
| Laos      | 5  | 2  | 0  | 3  | 13 | 10 | +3   | 6   |
| Filipinas | 5  | 1  | 0  | 4  | 5  | 22 | −17  | 3   |
| Singapur  | 5  | 0  | 1  | 4  | 3  | 19 | −16  | 1   |

| Fecha              | Lugar    |           |                      | Resultado |                      |           |
| ------------------ | -------- | --------- | -------------------- | --------- | -------------------- | --------- |
| 1 de julio de 2018 | Gresik   | Vietnam   | Bandera de Vietnam   | 0:0       | Bandera de Tailandia | Tailandia |
| 1 de julio de 2018 | Gresik   | Singapur  | Bandera de Singapur  | 1:2       | Bandera de Filipinas | Filipinas |
| 1 de julio de 2018 | Sidoarjo | Indonesia | Bandera de Indonesia | 1:0       | Bandera de Laos      | Laos      |
| 3 de julio de 2018 | Gresik   | Tailandia | Bandera de Tailandia | 3:0       | Bandera de Laos      | Laos      |
| 3 de julio de 2018 | Sidoarjo | Vietnam   | Bandera de Vietnam   | 5:0       | Bandera de Filipinas | Filipinas |
| 3 de julio de 2018 | Sidoarjo | Indonesia | Bandera de Indonesia | 4:0       | Bandera de Singapur  | Singapur  |
| 5 de julio de 2018 | Gresik   | Laos      | Bandera de Laos      | 1:4       | Bandera de Vietnam   | Vietnam   |
| 5 de julio de 2018 | Sidoarjo | Tailandia | Bandera de Tailandia | 6:0       | Bandera de Singapur  | Singapur  |
| 5 de julio de 2018 | Sidoarjo | Filipinas | Bandera de Filipinas | 1:4       | Bandera de Indonesia | Indonesia |
| 7 de julio de 2018 | Gresik   | Singapur  | Bandera de Singapur  | 0:5       | Bandera de Laos      | Laos      |
| 7 de julio de 2018 | Sidoarjo | Filipinas | Bandera de Filipinas | 0:5       | Bandera de Tailandia | Tailandia |
| 7 de julio de 2018 | Sidoarjo | Indonesia | Bandera de Indonesia | 1:0       | Bandera de Vietnam   | Vietnam   |
| 9 de julio de 2018 | Gresik   | Laos      | Bandera de Laos      | 7:2       | Bandera de Filipinas | Filipinas |
| 9 de julio de 2018 | Gresik   | Vietnam   | Bandera de Vietnam   | 2:2       | Bandera de Singapur  | Singapur  |
| 9 de julio de 2018 | Sidoarjo | Tailandia | Bandera de Tailandia | 2:1       | Bandera de Indonesia | Indonesia |

### Grupo B
| Equipo         | PJ | PG | PE | PP | GF | GC | Dif. | PTS |
| -------------- | -- | -- | -- | -- | -- | -- | ---- | --- |
| Malasia        | 4  | 3  | 1  | 0  | 6  | 1  | +5   | 10  |
| Birmania       | 4  | 2  | 1  | 1  | 13 | 5  | +8   | 7   |
| Camboya        | 4  | 2  | 0  | 2  | 8  | 7  | +1   | 6   |
| Timor Oriental | 4  | 1  | 2  | 1  | 5  | 5  | 0    | 5   |
| Brunéi         | 4  | 0  | 0  | 4  | 1  | 15 | −14  | 0   |

| Fecha               | Lugar    |                |                           | Resultado |                           |                |
| ------------------- | -------- | -------------- | ------------------------- | --------- | ------------------------- | -------------- |
| 2 de julio de 2018  | Gresik   | Timor Oriental | Bandera de Timor Oriental | 2-2       | Bandera de Birmania       | Birmania       |
| 2 de julio de 2018  | Gresik   | Brunéi         | Bandera de Brunéi         | 0:5       | Bandera de Camboya        | Camboya        |
| 4 de julio de 2018  | Gresik   | Camboya        | Bandera de Camboya        | 0:2       | Bandera de Malasia        | Malasia        |
| 4 de julio de 2018  | Gresik   | Brunéi         | Bandera de Brunéi         | 0:1       | Bandera de Timor Oriental | Timor Oriental |
| 6 de julio de 2018  | Gresik   | Malasia        | Bandera de Malasia        | 2:0       | Bandera de Brunéi         | Brunéi         |
| 6 de julio de 2018  | Gresik   | Birmania       | Bandera de Birmania       | 4:1       | Bandera de Camboya        | Camboya        |
| 8 de julio de 2018  | Gresik   | Birmania       | Bandera de Birmania       | 7:1       | Bandera de Brunéi         | Brunéi         |
| 8 de julio de 2018  | Gresik   | Timor Oriental | Bandera de Timor Oriental | 1:1       | Bandera de Malasia        | Malasia        |
| 10 de julio de 2018 | Sidoarjo | Malasia        | Bandera de Malasia        | 1:0       | Bandera de Birmania       | Birmania       |
| 10 de julio de 2018 | Gresik   | Camboya        | Bandera de Camboya        | 2:1       | Bandera de Timor Oriental | Timor Oriental |

## Fase final

### Semifinales
| Fecha               | Lugar    |           |                      | Resultado      |                      |           |
| ------------------- | -------- | --------- | -------------------- | -------------- | -------------------- | --------- |
| 12 de julio de 2018 | Sidoarjo | Tailandia | Bandera de Tailandia | 0:1            | Bandera de Birmania  | Birmania  |
| 12 de julio de 2018 | Sidoarjo | Malasia   | Bandera de Malasia   | 1:1 (pen. 3-2) | Bandera de Indonesia | Indonesia |

### Disputa del tercer lugar
| Fecha               | Lugar    |           |                      | Resultado |                      |           |
| ------------------- | -------- | --------- | -------------------- | --------- | -------------------- | --------- |
| 14 de julio de 2018 | Sidoarjo | Tailandia | Bandera de Tailandia | 1:2       | Bandera de Indonesia | Indonesia |

### Final
| Fecha               | Lugar    |          |                     | Resultado |                    |         |
| ------------------- | -------- | -------- | ------------------- | --------- | ------------------ | ------- |
| 14 de julio de 2018 | Sidoarjo | Birmania | Bandera de Birmania | 3:4       | Bandera de Malasia | Malasia |

## Campeón
| Campeonato sub-19 de la AFF 2018 |
| -------------------------------- |
| Bandera de Malasia               |
| Malasia 1º Título                |

## Goleadores
| 7 goles - Win Naing Tun | 6 goles - Bounphachan Bounkong - Myat Kaung Khant | 5 goles - Korrawit Tasa - Matee Sarakum | 4 goles - Kheang Menghour - Fidel Tacardon |